# Angela Lansbury
Pour les articles homonymes, voir Lansbury.
Angela Lansbury, née le 16 octobre 1925 à Londres en Angleterre et morte le 11 octobre 2022 à Los Angeles en Californie, est une actrice et chanteuse britannico-américaine.
Bien qu'elle soit aujourd'hui célèbre tardivement pour son rôle de Jessica Fletcher, l'auteur de romans policiers et détective amateur dans la série télévisée Arabesque (Murder, She Wrote), Angela Lansbury s'est distinguée dans de nombreuses productions hollywoodiennes ainsi que dans plusieurs comédies musicales à Broadway qui lui ont valu, les unes comme les autres, quantité de récompenses. Elle collabore des décennies durant avec les studios Disney, apparaissant en tant qu'actrice, invitée ou narratrice dans des émissions basées sur l'univers Disney ou encore en prêtant sa voix à de nombreux films d'animation de la major américaine, ce qui lui a valu de recevoir une Disney Legend en 1995. Ses collaborations les plus marquantes restent L'Apprentie Sorcière (1971), La Belle et la Bête (1991), et Le Retour de Mary Poppins (2018).
Elle a été élevée au grade de commandeur dans l'ordre de l'Empire britannique (CBE) par la reine Élisabeth II en 1994, puis de dame commandeur (DBE) au titre de la promotion du 1er janvier 2014.

## Biographie

### Une jeunesse difficile (1925-1944)
Angela Brigid Lansbury naît le 16 octobre 1925 près de Regent's Park à Londres, au Royaume-Uni,,. Sa mère est Moyna MacGill, une actrice de théâtre connue à l'époque à Londres. Son père, Edgar Lansbury, est un marchand de bois de charpente et un homme politique. Son grand-père paternel, George Lansbury, a été le chef du Parti travailliste britannique dans les années 1930. La petite Angela n'a que 9 ans quand son père meurt d'un cancer. Le foyer familial est alors également composé de ses deux frères jumeaux (Edgar et Bruce, qui deviendront plus tard producteurs à Broadway) et de sa demi-sœur, Isolde, née d'une précédente union de sa mère avec le metteur en scène et dramaturge Reginald Denham.
En 1942, pendant la Seconde Guerre mondiale, la menace des bombardements allemands sur Londres pousse sa mère à quitter le pays avec ses enfants pour les États-Unis,. Seule Isolde reste au Royaume-Uni en compagnie de son mari, l'acteur Peter Ustinov. À New York, Angela suit des cours de théâtre à la Feagin School of Drama and Radio. Sa mère finit par trouver un emploi pour elle-même et pour Angela, à Los Angeles : elles travaillent dans un grand magasin Bullocks-Wilshire, Angela au rayon des cosmétiques, et sa mère à celui des jouets.

### Premiers succès

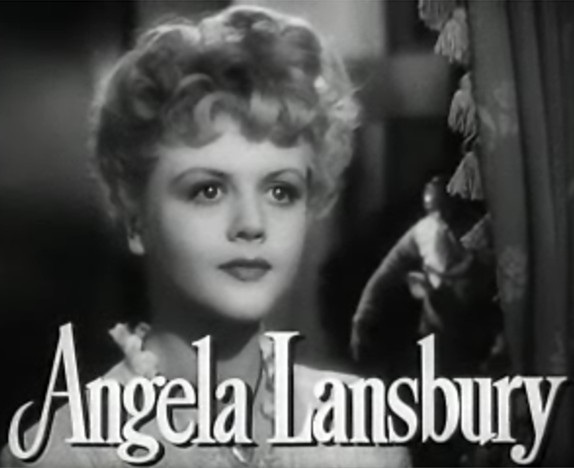
Angela Lansbury dans Le Portrait de Dorian Gray (1945).

En 1944, par des relations, sa mère apprend que la compagnie de cinéma Metro-Goldwyn-Mayer recherche une jeune fille anglaise ingénue pour interpréter une bonne dans le film Hantise avec Ingrid Bergman et Charles Boyer. Angela Lansbury passe l'audition et signe un contrat de sept ans. Son interprétation lui vaut sa première nomination aux Oscars en tant que Meilleure actrice dans un second rôle,. Dans son troisième film Le Portrait de Dorian Gray, tourné la même année par Albert Lewin, Angela Lansbury interprète la fragile Sybil Vane, une chanteuse de music-hall séduite puis abandonnée par Gray. À moins de 21 ans, elle remporte avec ce film une seconde nomination aux Oscars comme meilleure actrice dans un second rôle,.
Après le tournage de son troisième film, elle épouse l'acteur Richard Cromwell dont elle divorce un an plus tard,. Ses deux nominations lui ayant donné une réputation d'actrice de qualité, Angela tourne de nombreux films où elle interprète l'« autre femme » dans de grosses productions hollywoodiennes telles que Les Demoiselles Harvey, La Pluie qui chante en 1946, Bel-Ami en 1947 ou encore en 1948 Les Trois Mousquetaires où elle joue la reine Anne d'Autriche aux côtés de Gene Kelly[réf. nécessaire].
En 1948, lors d'une soirée organisée par son grand ami Hurd Hatfield, rencontré sur le plateau de tournage du Portrait de Dorian Gray, Angela rencontre Peter Shaw, lui aussi Britannique et sous contrat à la MGM. C'est le coup de foudre et Angela se marie le 12 août 1949. Son mari devient vite son impresario ainsi que l'un des plus hauts dignitaires de l'agence William Morris Talent[réf. nécessaire].
En 1949, elle tourne dans un film biblique, Samson et Dalila, qui renforce son image. De 1950 à 1955, elle se consacre à la télévision. Reçue en tant qu'artiste invitée dans des émissions telles que Playhouse ou Lux Video Theatre (en), elle passe de la comédie au drame, jouant dans des adaptations de A. J. Cronin et de Somerset Maugham, avec pour partenaires tant des nouveaux venus que des vétérans, tels Henry Fonda, Boris Karloff ou Peter Falk. En 1952, elle donne naissance à Anthony, son premier enfant. Une fille, Deirdre Angela, suit un an plus tard[réf. nécessaire]. Elle passe le plus clair de son temps à la maison pour s'occuper de ses enfants et les tournages deviennent moins nombreux. Elle réussit toutefois à tourner dans de petits succès commerciaux tels que Le Cavalier au masque avec Tony Curtis en 1955, Le Bouffon du roi avec Danny Kaye en 1956 ou encore Les Feux de l'été avec Paul Newman et Orson Welles en 1958[réf. nécessaire].

### Broadway

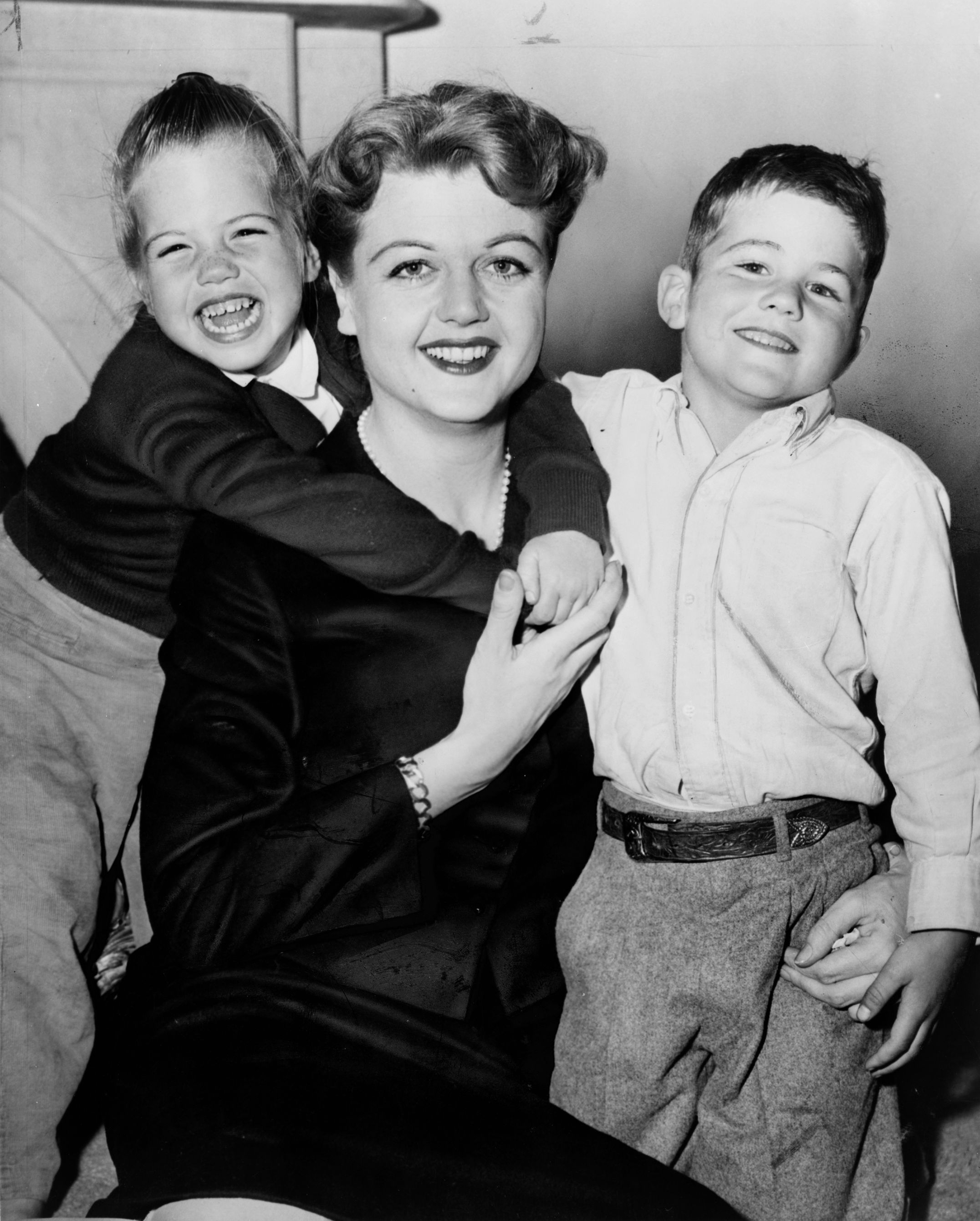
Angela Lansbury et ses enfants en 1957.

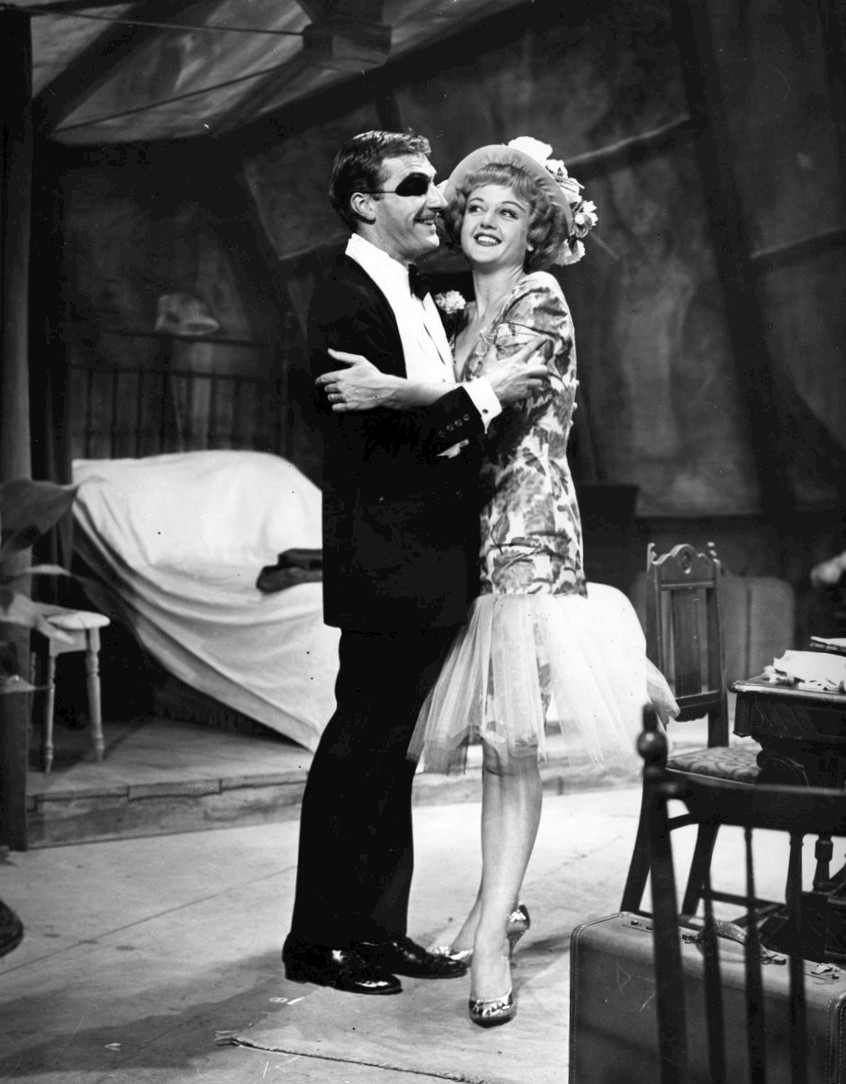
Angela Lansbury dans A Taste of Honey (1960).

Le théâtre s'intéresse à son tour à l'actrice. Angela Lansbury est contactée en 1957 par des producteurs de Broadway pour jouer dans l'adaptation anglaise de L'Hôtel du libre échange de Georges Feydeau et Maurice Desvallières, Hotel Paradiso. Cette expérience plaît à Angela Lansbury qui accepte en 1960 le rôle de Helen dans la comédie A Taste of Honey de Shelagh Delaney, aux côtés de Joan Plowright et Nigel Davenport.
Elle n'en poursuit pas moins sa carrière cinématographique, enchaînant les rôles comiques de Mabel Clairmont dans Qu'est-ce que maman comprend à l'amour ? en 1958, ou la mémorable mère d'Elvis Presley dans Sous le ciel bleu de Hawaï en 1962. Toujours en 1962, elle décroche un rôle dans un film policier Un crime dans la tête, qui lui vaut une troisième nomination aux Oscars.
En 1964, le producteur et auteur à succès Arthur Laurents lui offre le rôle principal de la deuxième comédie musicale de Stephen Sondheim, Anyone Can Whistle, avec Lee Remick. Malgré un « four » retentissant (la pièce n'a donné lieu qu'à neuf représentations), cette nouvelle tentative d'Angela Lansbury dans le genre musical révèle au public – et aux producteurs – une nouvelle facette des talents de l'actrice.
La même année, elle apparaît dans Deux Copines, un séducteur avec Peter Sellers, puis en 1965 dans La Plus Grande Histoire jamais contée retraçant la vie de Jésus.
En 1966, l'auteur-compositeur Jerry Herman propose à Angela Lansbury la comédie musicale Mame, dont la première a lieu le 24 mai. Ce spectacle remporte un énorme succès à Broadway où il reste près de quatre ans à l'affiche, totalisant 1 508 représentations (ce qui explique une pause dans sa carrière cinématographique). Elle reçoit pour son interprétation haute en couleur son premier Tony Award et entame une longue amitié avec sa partenaire Beatrice Arthur. En 1969, elle crée dans la foulée la nouvelle comédie musicale de Jerry Herman, Dear World (d'après La Folle de Chaillot de Jean Giraudoux) pour laquelle elle obtient un deuxième Tony Award. Le spectacle ne s'avère cependant pas à la hauteur de Mame et, au bout de 132 représentations seulement, Angela prend la décision de retourner en Californie afin de soustraire son fils à l'emprise de la drogue et du gourou Charles Manson. En 1970, après l'incendie de leur demeure de Malibu, Angela Lansbury et son mari choisissent de retraverser l'océan Atlantique pour s'installer définitivement en Irlande, où ils achètent une ferme et des terrains dans le comté de Cork.
Les apparitions sur grand écran d'Angela Lansbury se font de plus en plus rares, mais elles n'en sont pas moins mémorables, notamment dans L'Apprentie sorcière des studios Disney en 1971. Dans ce film, qui reprend un peu le concept de Mary Poppins, Angela Lansbury joue le rôle d'Eglantine Price, une apprentie sorcière excentrique et peu douée qui tente de sauver son pays de l'invasion allemande, durant la Seconde Guerre mondiale. Cette comédie remporte un vif succès aux États-Unis et au Royaume-Uni où, dans les années 1970, elle tourne quatre films dont la célèbre adaptation du roman d'Agatha Christie Mort sur le Nil en 1978, qui remporte un succès mondial et où elle interprète de manière remarquable dans le registre comique le rôle d'une romancière alcoolique ; elle y côtoie David Niven, Peter Ustinov, Bette Davis, Maggie Smith et Jane Birkin. Angela Lansbury joue aussi le remake d'un film d'Alfred Hitchcock Une femme disparaît, l'année suivante.
En 1975, grâce à son interprétation dans une reprise de la comédie musicale Gypsy de Jule Styne et Stephen Sondheim à Broadway, Angela Lansbury remporte un troisième Tony Award puis un quatrième en 1979 avec Sweeney Todd, toujours de Sondheim, dans lequel elle crée le rôle d'une meurtrière sarcastique et malfaisante, Mrs Lovett.
En 1980, Angela Lansbury incarne une seconde fois la célèbre détective amateur Miss Marple dans l'adaptation cinématographique d'un roman d'Agatha Christie, Le Miroir se brisa. Elle retrouve Elizabeth Taylor avec qui elle avait tourné un de ses tout premiers films, Le Grand National (1944). Au début des années 1980, elle prête sa voix à des personnages de dessins animés, comme dans La Dernière Licorne en 1982, ou tourne dans quelques films fantastiques, comme La Compagnie des loups de Neil Jordan en 1984. Elle reprend également le rôle de Mame à Broadway pour une quarantaine de représentations en 1983.

### Arabesque(1984-1996)
En 1984, un événement marque un tournant de sa carrière. En raison des succès remportés par ses interprétations inoubliables dans des films policiers, la chaîne américaine de télévision CBS lui propose de jouer le rôle principal d'Arabesque (Elle écrit au meurtre au Québec) (Murder, She Wrote), une série policière télévisée,. C'est alors que commence une véritable aventure pour Angela Lansbury. En effet, elle jouera le rôle de la populaire Jessica Fletcher de 1984 à 1996. Pour l'empêcher de quitter les plateaux, on lui fait signer un contrat la déclarant productrice de la série. Angela Lansbury interprète ce personnage dans les 264 épisodes qui composent la série, sans compter les quatre téléfilms dérivés de la série originale, entre 1997 et 2003. Parmi la foule des célébrités invitées, elle croise des vétérans d'Hollywood tels que David Hemmings et John Astin (également réalisateurs), Theodore Bikel, Van Johnson, Kathryn Grayson, Vera Miles, Robert Vaughn, David McCallum, Rod Taylor, Barbara Bain, Jackie Cooper, Mel Ferrer, Shirley Jones, Marisa Berenson, Peter Graves, Cyd Charisse, Dorothy Lamour, George Chakiris, à côté des nouvelles, voire futures vedettes du petit écran, comme George Clooney.
Pour ne pas se laisser emprisonner dans ce rôle, elle tourne en 1988 pour la télévision une fiction politique, Shootdown, racontant la destruction d'un Boeing sud-coréen par la chasse soviétique dans la nuit du 31 août au 1er septembre 1983. Elle y interprète une mère dont le fils est mort dans la catastrophe, et qui enquête sur les dessous de l'affaire. Elle découvre au fur et à mesure de ses recherches que les passagers de l'avion de ligne ont en fait servi de boucliers humains lors d'une mission d'espionnage pour le compte des services secrets américains.
Angela Lansbury est aussi apparue dans un épisode de Magnum en 1986 (en 'cross over' avec Arabesque) et dans un téléfilm romantique, The Love She Sought réalisé par Joseph Sargent, aux côtés de Denholm Elliott (1990).
Pour anecdote, elle a plusieurs fois interprété le rôle de la cousine de Jessica Fletcher qui porte le patronyme de sa mère McGill.

### Walt Disney Pictures (1991-2004)

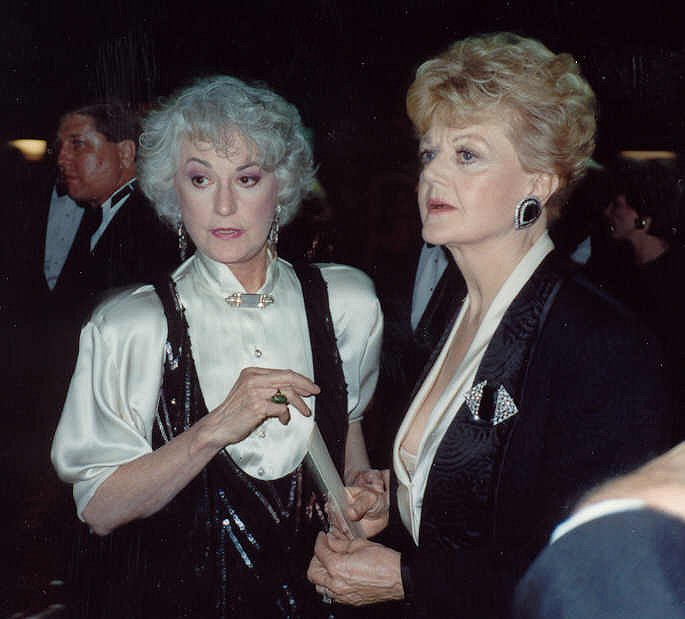
Beatrice Arthur et Angela Lansbury en 1989.

En 1991, Angela Lansbury renoue avec la compagnie Disney en prêtant sa voix à Mme Samovar (Mrs. Potts en anglais), une théière énergique dans le dessin animé La Belle et la Bête. Le dessin animé est un succès mondial et la chanson-titre, qu'elle interprète, reçoit l'Oscar de la meilleure chanson originale en 1992. Elle interprète d'ailleurs cette chanson lors de la cérémonie d'ouverture du parc Disneyland Paris le 12 avril 1992, retransmise en mondovision. Elle reprend ce rôle dans La Belle et la Bête 2 : Le Noël enchanté sorti uniquement en vidéo en 1997.
La même année, elle est approchée par les studios de la 20th Century Fox pour prêter sa voix à l'impératrice Marie dans le long métrage d'animation Anastasia.
Dans les années 1990, Angela Lansbury délaisse peu à peu le cinéma pour se consacrer à la télévision. Elle n'y joue que dans des téléfilms familiaux ayant pour thème Noël ou les relations familiales tels que Tous les rêves sont permis en 1992, Maman Noël (en) en 1996 ou encore L'Extravagante Madame Pollifax, réalisé par son fils, Anthony Pullen Shaw, en 1999.
En 2000, elle est une fois de plus sollicitée par les studios Disney pour présenter la dernière séquence du dessin animé Fantasia 2000. Puis, elle enchaîne les apparitions télévisées où elle intervient en tant qu'invitée dans des spectacles de variétés ou présentatrice et narratrice de nombreux documentaires ou d'émissions consacrées à l'histoire, au monde du cinéma ou encore à l'univers de Walt Disney. Elle a fait partie, par exemple, de la distribution du documentaire spécial sur le dessin animé Blanche-Neige et les Sept Nains produit à l'occasion de la première sortie du film en DVD en 2001. Elle ne fait plus ensuite que de rares apparitions à la télévision soit dans des films policiers, où elle renoue avec son rôle de Jessica Fletcher, soit dans de petites productions. Le 29 janvier 2003, Peter Shaw, son mari, meurt d'une crise cardiaque.

### Retour à la télévision (2005-2018)

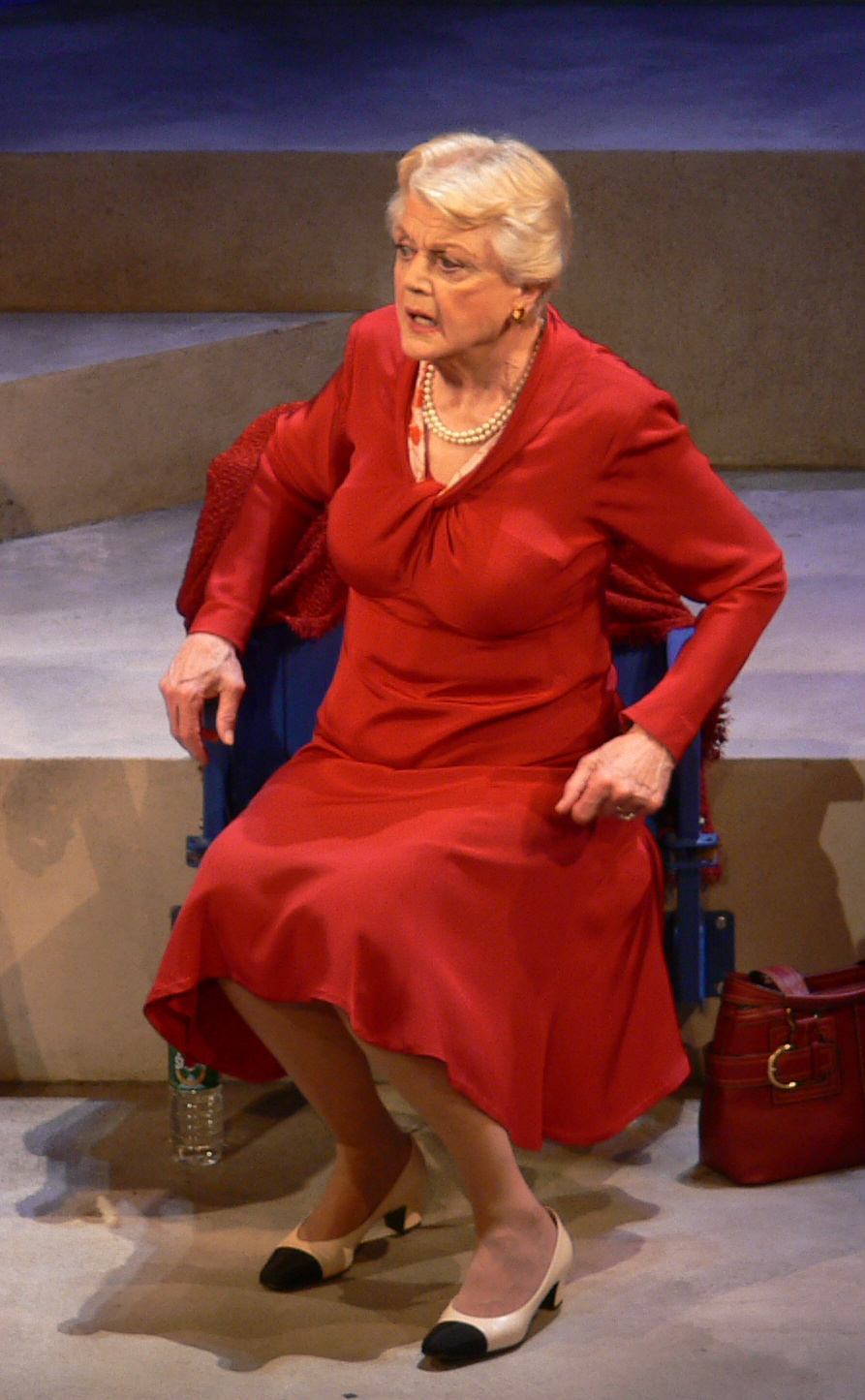
Angela Lansbury dans Deuce (2007).

En 2005, Angela Lansbury fait son retour : à la télévision elle apparaît dans les séries New York, unité spéciale et New York, cour de justice, et au cinéma, après de nombreuses années d'absence, dans le film Nanny McPhee aux côtés d'Emma Thompson et de Colin Firth.
En 2007, elle fait également son retour sur les planches de Broadway dans Deuce de Terrence McNally, en duo avec Marian Eldes. La pièce raconte l'histoire de deux anciennes joueuses de tennis qui se retrouvent à l'occasion des Internationaux des États-Unis. En 2009, à 84 ans, elle reçoit son 5e Tony Award pour la comédie de Noël Coward L'esprit s'amuse qui remporte un énorme succès, en compagnie de Rupert Everett.
Elle enchaîne avec la comédie musicale de Stephen Sondheim A Little Night Music aux côtés de Catherine Zeta-Jones. Elle joue le rôle de Mme Van Gundy dans Monsieur Popper et ses pingouins aux côtés de Jim Carrey en 2011. En 2012, elle est de retour à Broadway pour la pièce de Gore Vidal, The Best Man. En 2015, elle interprète à la télévision le rôle-titre de Miss Daisy et son chauffeur, nouvelle adaptation de la pièce d'Alfred Uhry face à James Earl Jones.
En 2018, elle est à l'affiche de deux grosses productions pour le cinéma : Le Retour de Mary Poppins de Rob Marshall, où elle joue un petit rôle, et Buttons de Tim Janis. Ces deux films lui permettent de tourner aux côtés de Dick Van Dyke. Elle apparait aussi dans la mini-série Les Quatre Filles du docteur March (en) avec Emily Watson.

### Mort
Angela Lansbury meurt le 11 octobre 2022, à cinq jours de ses 97 ans, « paisiblement dans son sommeil » à son domicile de Los Angeles en Californie,, d'après sa famille à des médias américains.

### Vie privée
Angela Lansbury a été mariée deux fois : 
- avec l'acteur Richard Cromwell de septembre 1945 à septembre 1946 (divorce) ;
- avec l'acteur Peter Shaw d'août 1949 jusqu'à la mort de celui-ci en janvier 2003. Le couple a eu deux enfants : Anthony (né en 1952) et Deirdre Angela (née en 1953).

## Théâtre
- 1957 : Hotel Paradiso de Peter Glenville d'après Georges Feydeau, Henry Miller's Theatre, Broadway : Marcelle
- 1960-1961 : A Taste of Honey, comédie musicale de Shelagh Delaney, Lyceum Theatre puis Booth Theatre, Broadway : Helen
- 1964 : Anyone Can Whistle, comédie musicale de Stephen Sondheim, Majestic Theatre, Broadway : Cora Hoover Hooper
- 1966 : Mame, comédie musicale de Jerry Herman, Winter Garden Theatre, Broadway : Mame Dennis
- 1969 : Dear World, comédie musicale de Jerry Herman d'après La Folle de Chaillot de Jean Giraudoux, Mark Hellinger Theatre, Broadway : la comtesse Aurelia
- 1974-1975 : Gypsy, comédie musicale de Jule Styne et Stephen Sondheim, Broadway : Rose
- 1978 : Le Roi et moi, comédie musicale de Oscar Hammerstein II et Richard Rodgers, Uris Theatre, Broadway : Anna Leonowens[13]
- 1979-1980 : Sweeney Todd, comédie musicale de Stephen Sondheim, Uris Théâtre, Broadway : Mrs Lovett
- 1982 : A Little Family Business de Jay Presson Allen d'après Potiche de Barillet et Gredy, Martin Beck Theatre, Broadway : Lillian
- 1983 : Mame, comédie musicale de Jerry Herman, Gershwin Theatre, Broadway : Mame Dennis
- 2007 : Deuce de Terrence McNally, Music Box Theatre, Broadway : Leona Mullen
- 2009 : L'esprit s'amuse de Noël Coward, Shubert Theatre, Broadway : Madame Arcati
- 2009-2010 : A Little Night Music, comédie musicale de Stephen Sondheim, Walter Kerr Theatre, Broadway : Mme Armfeldt
- 2012 : The Best Man de Gore Vidal, Gerald Schoenfeld Theatre, Broadway : Mrs. Sue-Ellen Gamadge
- 2013 : Miss Daisy et son chauffeur (en) : Daisy Werthan
- 2014 : L'esprit s'amuse (Londres) : Madame Arcati

## Filmographie

### Cinéma

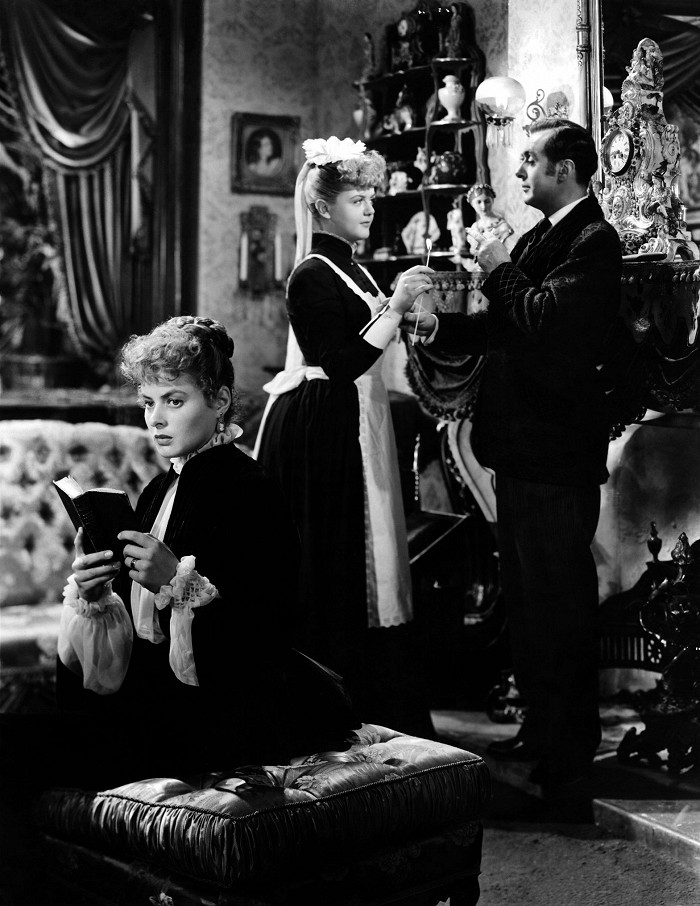
Ingrid Bergman, Angela Lansbury et Charles Boyer dans Hantise (1944).

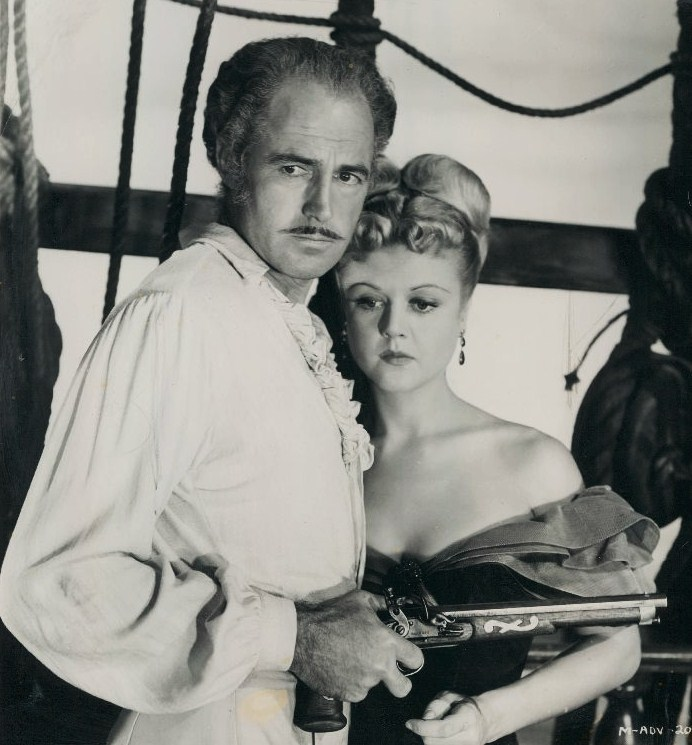
Angela Lansbury et Patric Knowles dans Mutinerie à bord (1952).

- 1944 : Hantise (Gaslight) de George Cukor : Nancy Oliver
- 1944 : Le Grand National (National Velvet) de Clarence Brown : Edwina Brown
- 1945 : Le Portrait de Dorian Gray (The Picture of Dorian Gray) d'Albert Lewin : Sibyl Vane
- 1946 : Les Demoiselles Harvey (The Harvey Girls) de George Sidney : Em
- 1946 : The Hoodlum Saint de Norman Taurog : Dusty Millard
- 1946 : La Pluie qui chante (Till the Clouds Roll By) de Richard Whorf : la chanteuse anglaise
- 1947 : Bel-Ami (The Private Affairs of Bel Ami) d'Albert Lewin : Clotilde de Marelle
- 1947 : Quand vient l'hiver (If Winter Comes) de Victor Saville : Mabel Sabre
- 1948 : Tenth Avenue Angel de Roy Rowland : Susan Bratten
- 1948 : L'Enjeu (State of the Union) de Frank Capra : Kay Thorndyke
- 1948 : Les Trois Mousquetaires (The Three Musketeers) de George Sidney : Anne d'Autriche
- 1949 : Le Danube rouge (The Red Danube) de George Sidney : Audrey Quail
- 1949 : Samson et Dalila (Samson and Delilah) de Cecil B. DeMille : Semadar
- 1951 : Femme en péril (Kind Lady) de John Sturges : Mrs. Edwards
- 1952 : Mutinerie à bord (Mutiny) de Edward Dmytryk : Leslie
- 1953 : Drôle de meurtre (Remains to Be Seen) de Don Weis : Valeska Chauvel
- 1954 : A Life at Stake de Paul Guilfoyle : Doris Hillman
- 1955 : Ville sans loi (A Lawless Street) de Joseph H. Lewis : Tally Dickenson
- 1955 : Le Cavalier au masque (The Purple Mask) de H. Bruce Humberstone : Mme Valentine
- 1956 : Le Bouffon du roi (The Court Jester) : la princesse Gwendolyn
- 1956 : Please Murder Me de Peter Godfrey : Myra Leeds
- 1958 : Les Feux de l'été (The Long, Hot Summer) : Minnie Littlejohn
- 1958 : Qu'est-ce que maman comprend à l'amour ? (The Reluctant Debutant) de Vincente Minnelli : Mabel Claremont
- 1959 : Summer of the Seventeenth Doll de Leslie Norman : Pearl
- 1960 : Un scandale à la cour (A Breath of Scandal) de Michael Curtiz : comtesse Lina
- 1960 : Ombre sur notre amour (The Dark at the Top of the Stairs) de Delbert Mann : Mavis Pruitt
- 1961 : Sous le ciel bleu de Hawaï (Blue Hawaii) de Norman Taurog : Sarah Lee Gates
- 1962 : L'Ange de la violence (All Fall Down) de John Frankenheimer : Annabell Willart
- 1962 : Un crime dans la tête (The Manchurian Candidate) de John Frankenheimer : Mrs. Iselin
- 1963 : Dans la douceur du jour (In the Cool of the Day) de Robert Stevens : Sybil Logan
- 1964 : Dear Heart de Delbert Mann : Phyllis
- 1964 : Deux Copines, un séducteur (The World of Henry Orient) de George Roy Hill : Isabel Boyd
- 1965 : Les Aventures amoureuses de Moll Flanders (The Amorous Adventures of Moll Flanders) de Terence Young : Lady Blystone
- 1965 : Harlow, la blonde platine (Harlow) de Gordon Douglas : Mama Jean Bello
- 1965 : La Plus Grande Histoire jamais contée (The Greatest Story Ever Told) de George Stevens : Claudia
- 1971 : L'Apprentie sorcière (Bedknobs and Broomsticks) de Robert Stevenson : Eglantine Price
- 1978 : Mort sur le Nil (Death on the Nile) de John Guillermin : Salome Otterbourne
- 1979 : Une femme disparaît (The Lady Vanishes) de Anthony Page : Miss Froy
- 1980 : Le Miroir se brisa (The Mirror crack'd) de Guy Hamilton : Miss Marple
- 1983 : The Pirates of Penzance de Wilford Leach : Ruth
- 1984 : La Compagnie des loups (The Company of Wolves) de Neil Jordan : la grand-mère
- 1999 : Fantasia 2000 de Hendel Butoy : Elle-même (séquence L'Oiseau de feu d'Igor Stravinsky)
- 2005 : Nanny McPhee de Kirk Jones[4] : tante Adelaïde
- 2011 : Monsieur Popper et ses pingouins (Mr. Popper's Penguins) de Mark Waters[4] : Mme Van Gundy
- 2018 : Le Retour de Mary Poppins (Mary Poppins Returns) de Rob Marshall : La vendeuse de ballons
- 2018 : Buttons de Tim Janis : Rose, un ange gardien
- 2022 : Glass Onion : Une histoire à couteaux tirés de Rian Johnson : elle-même (caméo)

#### Films d'animation
- 1982 : La Dernière Licorne (The Last Unicorn) de Jules Bass : Mère Fortune (voix)
- 1991 : La Belle et la Bête (Beauty and the Beast) de Gary Trousdale et Kirk Wise : Mrs Potts (voix)
- 1997 : Anastasia de Don Bluth et Gary Goldman : l'impératrice Marie (voix)
- 1998 : La Belle et la Bête 2 : Le Noël enchanté (Beauty and the Beast : The Enchanted Christmas) d'Andy Knight : Mrs Potts (voix)
- 2013 : Justin et la Légende des Chevaliers (Justin y la espada del valor) de Manuel Sicilia : la sorcière (voix)
- 2018 : Le Grinch (The Grinch) de Yarrow Cheney et Scott Mosier : maire McGerkle (voix)

### Télévision

#### Téléfilms
- 1982 : Sweeney Todd, the Demon Barber of Fleet Street de Terry Hughes et Harold Prince[14] : Mrs. Lovett
- 1982 : Little Gloria... Happy at Last : Gertrude Vanderbilt Whitney
- 1983 : The Gift of Love: A Christmas Story de Delbert Mann : Amanda Fenwick
- 1984 : Nuits secrètes (Lace) : Hortense Boutin
- 1988 : Shootdown : Nan Moore
- 1992 : Tous les rêves sont permis (Mrs. Harris Goes to Paris) de Peter Shaw : Ada Harris
- 1996 : Petite Maman Noël (en) (Mrs. Santa Claus) : Mme Noël
- 1997 : Arabesque : La Peur aux trousses : Jessica Fletcher
- 1999 : L'Extravagante Madame Pollifax : Mrs. Emily Pollifax
- 2000 : Arabesque : Le Pacte de l'écrivain : Jessica Fletcher
- 2001 : Arabesque : L'Heure de la justice (The Last Free Man) : Jessica Fletcher
- 2003 : Arabesque : Le Fils perdu : Jessica Fletcher
- 2004 : The Blackwater Lightship (en) : Dora
- 2017 : Les Quatre Filles du docteur March (en) : Tante March

#### Séries télévisées
- 1984-1996 : Arabesque : Jessica Fletcher
- 2002 : Les Anges du bonheur (épisode « For All the Tea in China ») : Lady Berrington
- 2005 : New York, cour de justice (saison 1, épisode 11) : Eleanor Duvall
- 2005 : New York, unité spéciale (saison 6, épisode 20) : Eleanor Duvall
- 2015 : Great Performances : Miss Daisy Werthan

### Jeux vidéo
- Kingdom Hearts 2 (2005) : Mme Samovar

## Distinctions

### Décorations
- Commandeur (CBE) en  1994 puis Dame commandeur de l'ordre de l'Empire britannique (DBE)[1] « pour services rendus à l'art dramatique et aux entreprises caritatives et pour sa philanthropie »[15].

## Publication
- (en) Angela Lansbury et Mimi Avins, Angela Lansbury's Positive Moves (autobiographie), Delacorte Press, New York, 1990.

## Voix francophones
En version française, Angela Lansbury est dans un premier temps doublée par Elsa Coubrine dans Hantise, Renée Simonot dans Le Bouffon du roi, Jacqueline Porel dans Ville sans loi ainsi que par Sylvie Deniau dans Les Trois Mousquetaires et Samson et Dalila.
Lita Recio la double entre 1958 et 1965 dans Les Feux de l'été, L'Ange de la violence, Un crime dans la tête, Deux copines, un séducteur et Harlow, la blonde platine. À titre exceptionnel, elle est doublée entre 1944 et 1978 par Huguette Morin dans Le Grand National, Nelly Delmas dans Un scandale à la cour, Claude Daltys dans Sous le ciel bleu de Hawaï, Mony Dalmès dans le premier doublage de L'Apprentie sorcière et Paule Emanuele dans Mort sur le Nil. Brigitte Virtudes s'occupe du deuxième doublage de L'Apprentie sorcière.
Paula Dehelly la double entre 1980 et 2005 dans Le miroir se brisa, Arabesque, Magnum, L'Extravagante Madame Pollifax, Fantasia 2000, Les Anges du bonheur, Law & Order et Nanny McPhee. Jacqueline Porel  la retrouve en 1984 dans Nuits secrètes. Par la suite, Angela Lansbury est doublée par Annick Alane dans Monsieur Popper et ses pingouins et Christine Delaroche dans Le Retour de Mary Poppins.